# Bergères
Bergères ist eine französische Gemeinde mit 111 Einwohnern (Stand: 1. Januar 2022) im Département Aube in der Region Grand Est. Sie gehört zum Arrondissement Bar-sur-Aube und zum gleichnamigen Kanton Bar-sur-Aube. 

## Lage
Sie ist umgeben von folgenden Nachbargemeinden:
| Meurville | Couvignon                                   | Fontaine   |
|           | Kompassrose, die auf Nachbargemeinden zeigt | Baroville  |
| Bligny    | Urville                                     | Arconville |

## Bevölkerungsentwicklung

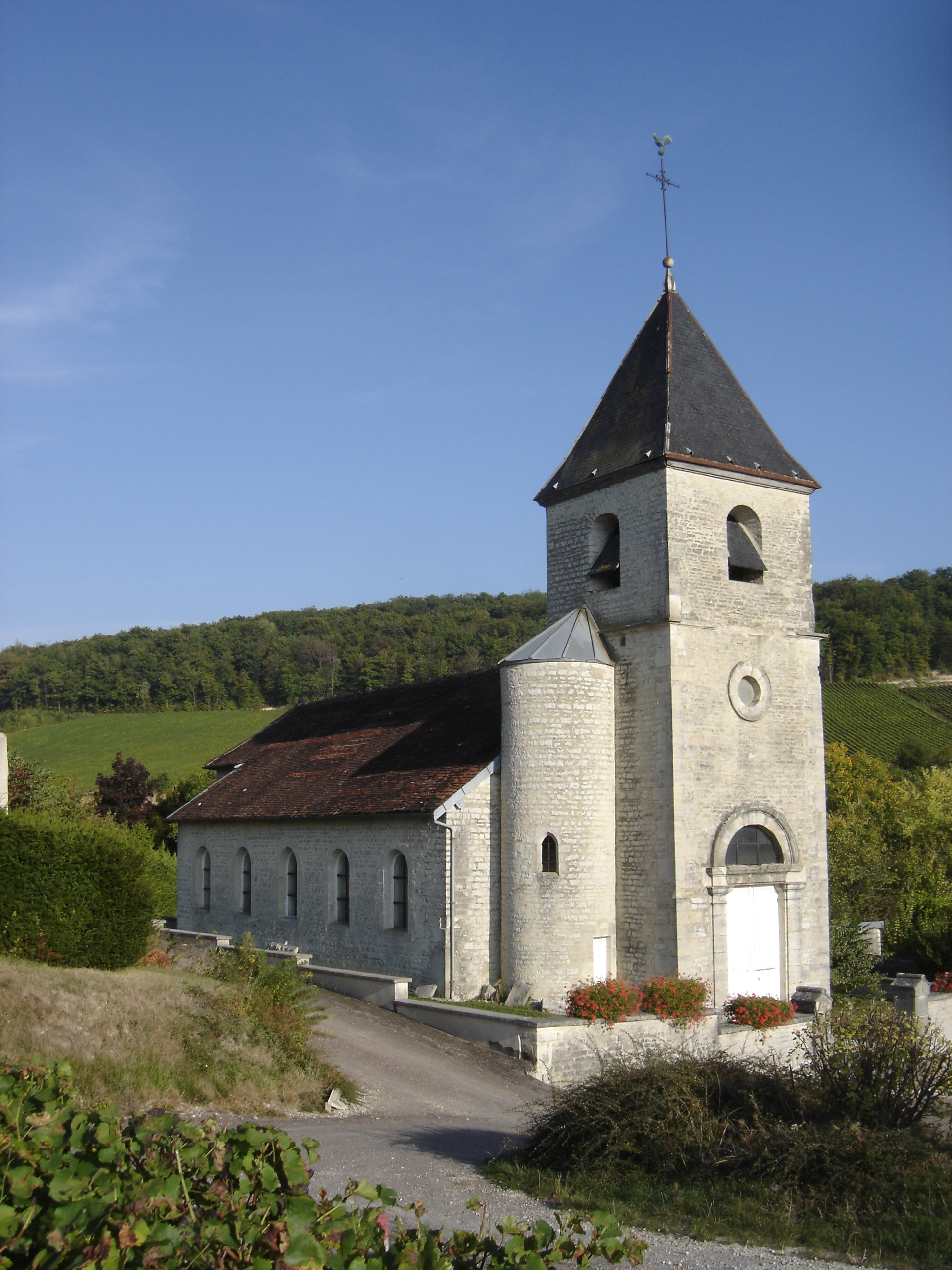
Kirche Saint-Étienne

| Jahr                       | 1962 | 1968 | 1975 | 1982 | 1990 | 1999 | 2008 | 2017 |
| -------------------------- | ---- | ---- | ---- | ---- | ---- | ---- | ---- | ---- |
| Einwohner                  | 125  | 123  | 112  | 140  | 121  | 114  | 121  | 123  |
| Quellen: Cassini und INSEE |      |      |      |      |      |      |      |      |

## Sport
Im Jahr 2024 führte die Tour de France auf der 9. Etappe durch Bergères. Auf der D201 wurde mit der Côte de Bergères (335 m) eine Bergwertung der 4. Kategorie abgenommen. Diese wies auf einer Länge von 1,7 Kilometern eine durchschnittliche Steigung von 5,2 % auf. Der Belgier Gianni Vermeersch gewann die Bergwertung.